# Reinhard Wilhelm

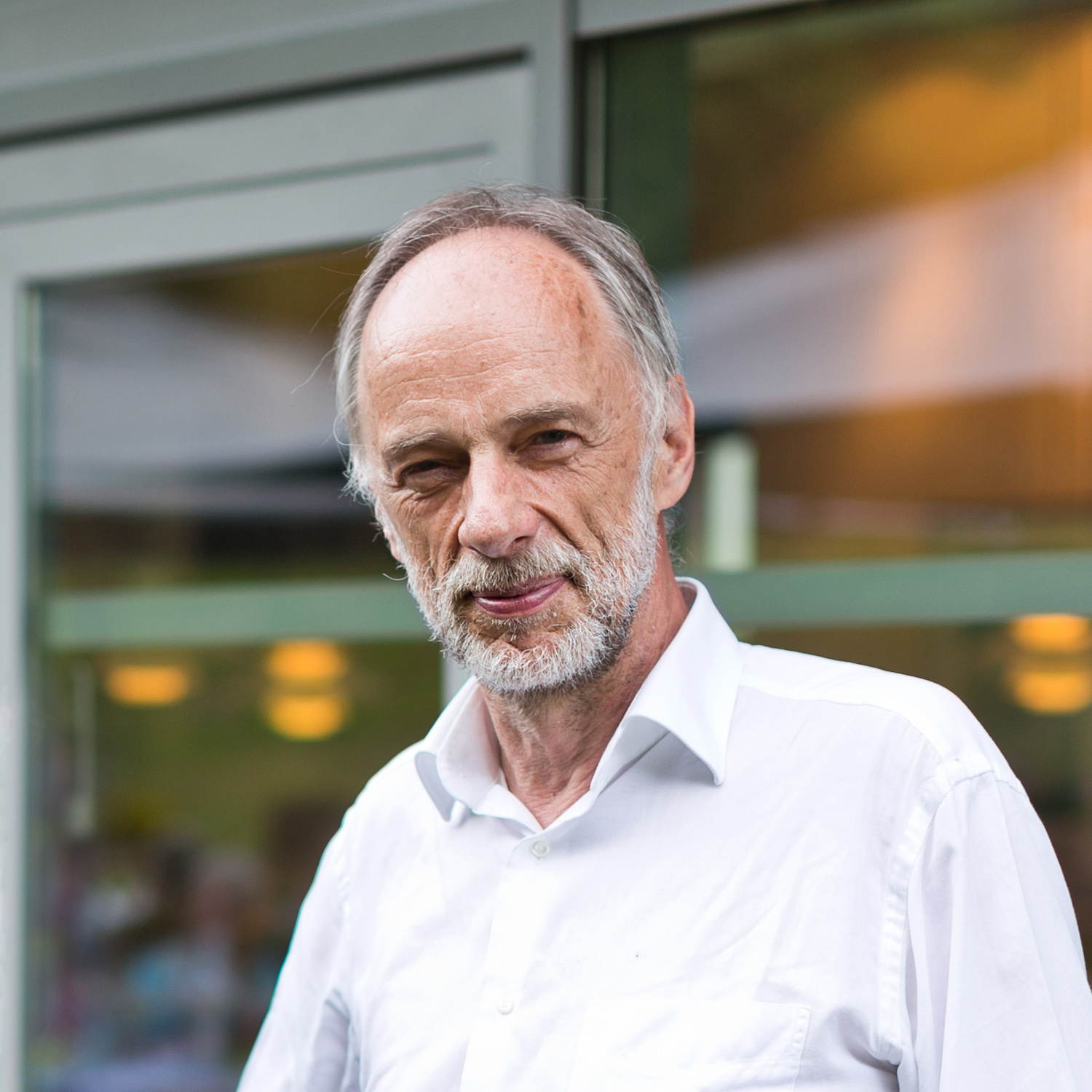
Reinhard Wilhelm, 2014

Reinhard Wilhelm (* 5. Juni 1946 in Deutmecke, Westfalen) ist ein deutscher Informatiker.

## Leben und Wirken
Wilhelm studierte von 1965 bis 1972 Mathematik, Physik und Mathematische Logik an der Westfälischen Wilhelms-Universität in Münster sowie Informatik an der TU München und der Stanford University. 1977 schloss er seine Promotion an der TU München unter Jürgen Eickel ab. Seit 1978 ist er als Informatikprofessor an der Universität des Saarlandes tätig, wo er bis 2014 den Lehrstuhl für Programmiersprachen und Übersetzerbau innehatte. Seit der Einrichtung 1990 bis 2014 leitete Wilhelm gleichzeitig das im Schloss Dagstuhl beheimatete Leibniz-Zentrum für Informatik (LZI, vormals Internationales Begegnungs- und Forschungszentrum für Informatik, IBFI) als wissenschaftlicher Direktor.
Wilhelm ist ein Mitbegründer des European Symposium on Programming (ESOP) und der European Joint Conferences on Theory and Practice of Software (ETAPS). Auf ihn geht die Idee einer Organisation zur Förderung der Forschung auf dem Gebiet der Programmiersprachen und -systeme zurück, die zur Gründung der European Association for Programming Languages (EAPLS) führte. 1998 gründete er gemeinsam mit Mitarbeitern seines Lehrstuhls den Ableger AbsInt. AbsInt bietet Softwarequalitätssicherungswerkzeuge an, unter anderem aiT zur Verifikation von Echtzeiteigenschaften und Astrée, entwickelt unter Leitung von Patrick Cousot und Radhia Cousot, zum Nachweis der Abwesenheit von Laufzeitfehlern. aiT wurde bei der Zertifizierung von zeitkritischen Teilsystemen der Airbus-Flugzeuge A380 und A350 eingesetzt.
Die Forschungsschwerpunkte Wilhelms umfassen Programmiersprachen, Übersetzerbau, statische Programmanalyse, eingebettete Echtzeitsysteme und die Animation und Visualisierung von Algorithmen und Datenstrukturen. Wilhelm wirkte bei der Entwicklung von MUG1, MUG2 und OPTRAN mit. Dies sind Übersetzergeneratoren, die auf Attributgrammatiken aufbauen. Zusammen mit Ulrich Möncke schlug er mit der Grammatikflussanalyse eine Verallgemeinerung der interprozeduralen Datenflussanalyse vor. Gemeinsam mit Mooly Sagiv und Tom Reps entwarf er eine Shapeanalyse basierend auf dreiwertiger Logik. Er entdeckte Zusammenhänge zwischen Codeselektion und der Theorie der regulären Baumsprachen, die für die Codeerzeugung mittels Baumautomaten von Bedeutung sind.
Wilhelm ist einer der Autoren des Lehrbuchs Übersetzerbau, das neben der Übersetzung imperativer auch die objektorientierter, funktionaler und logischer Programmiersprachen behandelt und einen besonderen Schwerpunkt auf theoretische Fundierung legt. Es wurde ins Englische und Französische übersetzt.

## Auszeichnungen
Die ACM ehrte Reinhard Wilhelm 2000 als ACM-Fellow für seine Leistungen in den Gebieten Übersetzerbau und Programmanalyse sowie für seinen Dienst als wissenschaftlicher Direktor des LZI. Die TU Darmstadt und das Fraunhofer-Institut für Graphische Datenverarbeitung zeichneten ihn 2006 mit der Alwin-Walther Medaille aus. 2007 verlieh ihm das französische Ministerium für Bildung und Forschung den Gay-Lussac-Humboldt-Preis für seine Beiträge zur Wissenschaft sowie seine Verdienste in der deutsch-französischen Kooperation in Forschung und Lehre. 2008 nahm ihn die Academia Europaea als ordentliches Mitglied auf. Im Oktober des gleichen Jahres zeichnete ihn die RWTH Aachen mit der Ehrendoktorwürde aus. Im Dezember erhielt er die Ehrendoktorwürde der Universität Tartu. Am 30. September 2009 wurde er mit der Konrad-Zuse-Medaille für Verdienste in Forschung und Lehre auf dem Gebiet des Übersetzerbaus und der Echtzeitanalyse von Programmen sowie für seine Tätigkeit als wissenschaftlicher Direktor des Leibniz-Zentrums für Informatik, Schloss Dagstuhl geehrt. 2010 wurde er mit dem Verdienstkreuz am Bande der Bundesrepublik Deutschland sowie mit dem ACM Distinguished Service Award ausgezeichnet. 2013 wurde er in die Leopoldina gewählt. Auf der internationalen Konferenz für eingebettete Software ESWEEK 2019 erhielt er den Test-of-Time Award für den nachhaltigen Einfluss seiner Forschung über Laufzeitschranken. 2020 zeichnete ihn das IEEE Technical Committee on Real Time Systems als ersten Preisträger aus Deutschland mit ihrem Outstanding Technical Achievement and Leadership Award aus. 2021 erhielt er für den Artikel "The influence of processor architecture on the design and the results of WCET tools" den Test-of-Time Award des IEEE Technical Committee on Real-Time Systems (TCRTS).

## Schriften
- Jacques Loeckx, Kurt Mehlhorn, Reinhard Wilhelm: Foundations of Programming Languages. 1989.
- Reinhard Wilhelm, Dieter Maurer: Übersetzerbau. Theorie, Konstruktion, Generierung. 2. Auflage. Springer, Berlin u. a. 1997, ISBN 3-540-61692-6.
- Reinhard Wilhelm: Informatics – 10 Years Back. 10 Years Ahead. Springer 2001.
- Reinhard Wilhelm, Helmut Seidl: Übersetzerbau – Virtuelle Maschinen. Springer 2007.
- Helmut Seidl, Reinhard Wilhelm, Sebastian Hack: Übersetzerbau – Analyse und Transformation. Springer 2010.
- Reinhard Wilhelm: Einsichten eines Informatikers von geringem Verstande – Glossen aus dem Informatik Spektrum. Springer Fachmedien, Wiesbaden 2020, ISBN 978-3-658-28385-8.
- Reinhard Wilhelm: Von Autopiloten, Taliban und dem Friedrichstadtpalast: Neue Einsichten eines Informatikers von geringem Verstande. Independently published, ISBN 979-8820142680.